# Условие на Хьолдер
Условието на Хьолдер е критерий с помощта, на който във функционалния анализ се оценява нарастването на клас функции.
Функцията {\displaystyle f:X}{\displaystyle \to }{\displaystyle Y} изпълнява условието на Хьолдер в точката {\displaystyle x_{0}} със степен {\displaystyle \beta }, ако съществува константа {\displaystyle c(x_{0})} такава, че {\displaystyle |f(x_{0})-f(x)|<c(x_{0})|x_{0}-x|^{\beta }} за всяко {\displaystyle x}.